# ماركو سانسوفيني
ماركو سانسوفيني (بالإيطالية: Marco Sansovini)‏ (17 يونيو 1980 بروما في إيطاليا - ) هو لاعب كرة قدم إيطالي في مركز الهجوم. لعب مع نادي بيسكارا ونادي روما ونادي سبيزيا ونادي فوجيا ونادي كريمونيسي ونادي نوفارا وManfredonia Calcio ‏ ونادي فياريجو ونادي فيرتوس إينتيلا وبرو سيستو 1913 وSSD Tivoli Calcio 1919 ‏ ونادي غروسيتو وسسارة توريس ‏.

## وصلات خارجية
- ماركو سانسوفيني على موقع قاعدة بيانات كرة القدم.إي يو (الإنجليزية)
- ماركو سانسوفيني على موقع Soccerway.com (الإنجليزية)
- ماركو سانسوفيني على موقع عالم كرة القدم.نت (الإنجليزية)
- ماركو سانسوفيني على موقع AS.com (الإسبانية)